# Cypriotisk arabiska
Cypriotisk arabiska (arabiska: العربية القبرصية ), även känt som cypriotisk maronitisk arabiska, är en arabisk dialekt som talas av den maronitiska folkgruppen på Cypern. Tidigare talare var i huvudsak bosatta i Kormakitis, men efter den turkiska invasionen av Cypern 1974 flyttade majoriteten till söder, vilket ledde till att språkets användning minskade. En folkräkning från 2011 rapporterade att av de 3 656 maronitcyprioterna i republiken Cypern-kontrollerade områden var det ingen som angav cypriotisk arabiska som sitt första språk. 
Cypriotisk arabiska introducerades först till Cypern av maroniter som huvudsakligen kom från Syrien och Libanon på 700-talet, med invandringsvågor fram till 1200-talet. Sedan 2002 är det ett starkt hotat språk och sedan 2008 är det klassat som ett minoritetsspråk på Cypern, i ett försök att vitalisera språket. 